# 알랭 로슈
알랭 로슈(프랑스어: Alain Roche, 1967년 10월 14일, 리무쟁 지방 브리브-라-가야르드 ~)는 프랑스의 전직 프로 축구 선수로, 현역 시절 수비수로 활약했다. 그는 대게 파리 생제르맹에서 호라약했는데, 유러피언 컵위너스컵 우승의 성과를 냈다. 그는 1988년 11월 19일에 첫 프랑스 국가대표팀의 유고슬라비아와의 경기에 출전했고, 결과는 2-3 패배였다.
그는 보르도, 마르세유, 오세르, 파리 생-제르맹, 그리고 발렌시아에서 활약했다. "페에스제"(PSG) 소속으로는 쿠프 드 프랑스를 1993년에, 1995년에는 쿠프 드 라 리그 결승전에서 승리할 당시 모두 득점에 성공했다.

## 수상
보르도
- 디비시옹 1: 1986–87
- 쿠프 드 프랑스: 1985–86, 1986–87

마르세유
- 디비시옹 1: 1989–90

파리 생-제르맹
- 디비시옹 1: 1993–94
- 쿠프 드 프랑스: 1992–93, 1994–95, 1997–98
- 쿠프 드 라 리그: 1994–95, 1997–98
- 컵위너스컵: 1995–96

발렌시아
- 코파 델 레이: 1998–99
- 인터토토컵: 1998[6]

프랑스 U-21
- U-21 유럽 선수권 대회: 1988